# Sprīdītis
Sprīdītis er helten i eventyrsromanen "Fortællingen om Sprīdītis" af Anna Brigadere.
Historien om Sprīdītis foregår i slutningen af 1800-tallet i Letland. Sprīdītis er en søn af en fattig bondefamilie. Han oplever noget utroligt i skoven nær hans hjem.